# Шапур (имя)
Шапур (пехл. Šahpūhrě, арм. Շապուհ (Šapūh), греч. Σαπώρης, лат. Sapor) — персидское личное мужское имя. В переводе со среднеперсидского буквально означает «царский сын». Это имя носил ряд царей Персии из династии Сасанидов, а также многие известные деятели Сасанидской державы:
- Шапур I
- Шапур II
- Шапур III
- Шапур — сын шаханшаха Йездигерда I, царь Армении в 416—420 гг.
- Шапур — старший брат Ардашира Папакана
- Шапур — епископ Селевкии, мученик 342 года и др.

Могло являться составной частью других имен. Например, известен персидский военачальник периода правления Шапура II, носивший имя «Тамшапур» (лат. Tamsapor) (Amm. Marc. XVI.9.3) (букв. «Сильный Шапур»).